# Joseph Luns
Joseph Marie Antoine Hubert Luns (Roterdã, 28 de agosto de 1911 – Bruxelas, 17 de julho de 2002) foi um político holandês do extinto Partido Popular Católico (KVP), agora fundido no Apelo Democrata-Cristão (CDA), diplomata e jurista. Ele serviu como Secretário-Geral da OTAN de 1 de outubro de 1971 até 25 de junho de 1984. 
Luns frequentou o Ginásio Saint Ignatius em Amsterdã de abril de 1924 a junho de 1930. Ele foi recrutado para a Guarda Costeira da Marinha Real Holandesa, servindo como suboficial de junho de 1930 a julho de 1931. Ele se matriculou na Universidade de Amsterdã em julho de 1931, especializando-se em direito, antes de se transferir para a Universidade de Leiden em novembro de 1932, obtendo o título de Bacharel em Direito em junho de 1933 e se formando com o título de Mestre em Direito em julho de 1937. Ele se candidatou à London School of Economics da Universidade de Londres em janeiro de 1938 para uma pós-graduação em economia, obtendo o título de Bacharel em Economia em junho de 1938.
Em setembro de 1971, Luns foi nomeado o próximo Secretário-Geral da OTAN. Ele renunciou ao cargo de membro da Câmara dos Representantes no mesmo dia em que foi empossado como secretário-geral, servindo de 1º de outubro de 1971 a 25 de junho de 1984. Ele se aposentou após 31 anos na política nacional e se tornou ativo no setor público, onde foi diplomata e lobista de várias delegações econômicas em nome do governo e como defensor das relações entre Estados Unidos e União Europeia e da integração europeia.

## Biografia
Luns nasceu em uma família católica romana, francófila e artística. A família de sua mãe era originária da Alsácia-Lorena, mas se mudou para a Bélgica após a anexação da região pelo Império Alemão em 1871. Seu pai, Huib Luns, era um artista versátil e um educador talentoso que encerrou sua carreira como professor de desenho arquitetônico na Universidade de Tecnologia de Delft.  Luns recebeu sua educação secundária em Amsterdã e Bruxelas. Ele optou por se tornar um oficial comissionado da Marinha Real Holandesa, mas se registrou tarde demais para ser selecionado. Por isso, Luns decidiu estudar Direito na Universidade de Amsterdã de 1932 a 1937. 

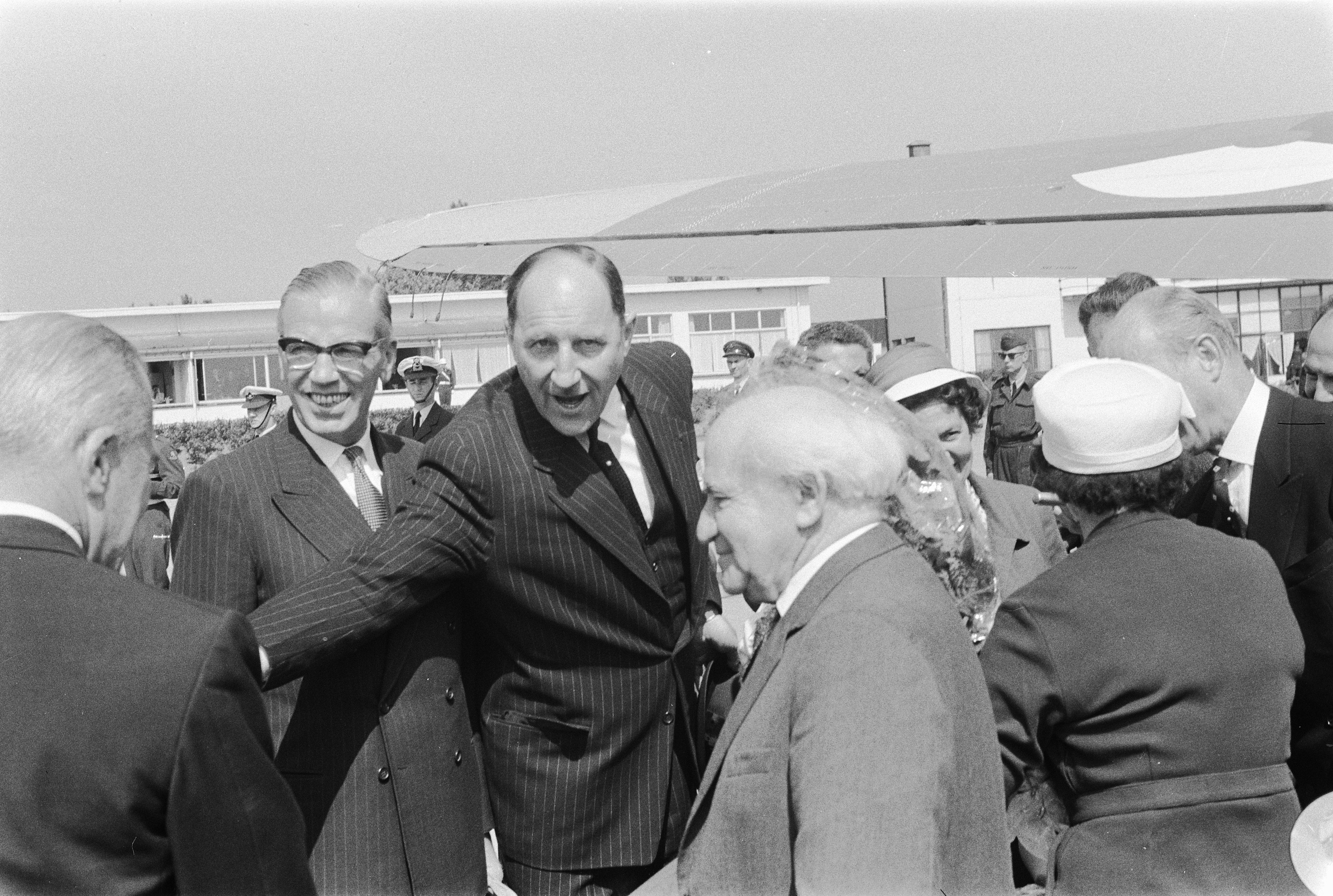
Ministro da Justiça Albert Beerman, Ministro das Relações Exteriores Joseph Luns e Primeiro Ministro de Israel David Ben-Gurion no Aeroporto de Ypenburg em 22 de junho de 1960

Assim como seu pai, Luns demonstrou preferência por partidos políticos conservadores e autoritários e interesse em política internacional. Como jovem estudante, ele se posicionou na direita política, favorecendo uma autoridade forte para o estado e sendo da opinião de que o socialismo, por causa de sua ideologia idealista, havia fomentado a ascensão do fascismo e do nazismo.  Luns juntou-se ao Movimento Nacional Socialista nos Países Baixos (NSB) em 1933 e saiu três anos depois, mas quando questionado sobre isso nos anos seguintes, nunca admitiu que poderia ter sido "um erro de julgamento juvenil". 
Sua escolha pela carreira diplomática foi inspirada por seu pai. Ele ingressou no Serviço Diplomático Holandês em 1938 e, após uma missão de dois anos no Gabinete Privado do Ministro das Relações Exteriores, foi nomeado adido em Berna (Suíça) em 1940. No final de 1941, mudou-se para Lisboa, Portugal. Em ambos os países, ele esteve envolvido em assistência a refugiados holandeses, espionagem política e contrainteligência. Em 1943, ele foi transferido para a embaixada holandesa em Londres. O embaixador Edgar Michiels van Verduynen descobriu a grande afinidade de Luns pelo elemento político nos assuntos internacionais e confiou-lhe importantes arquivos sobre a Alemanha, que Luns tratou com grande habilidade. 

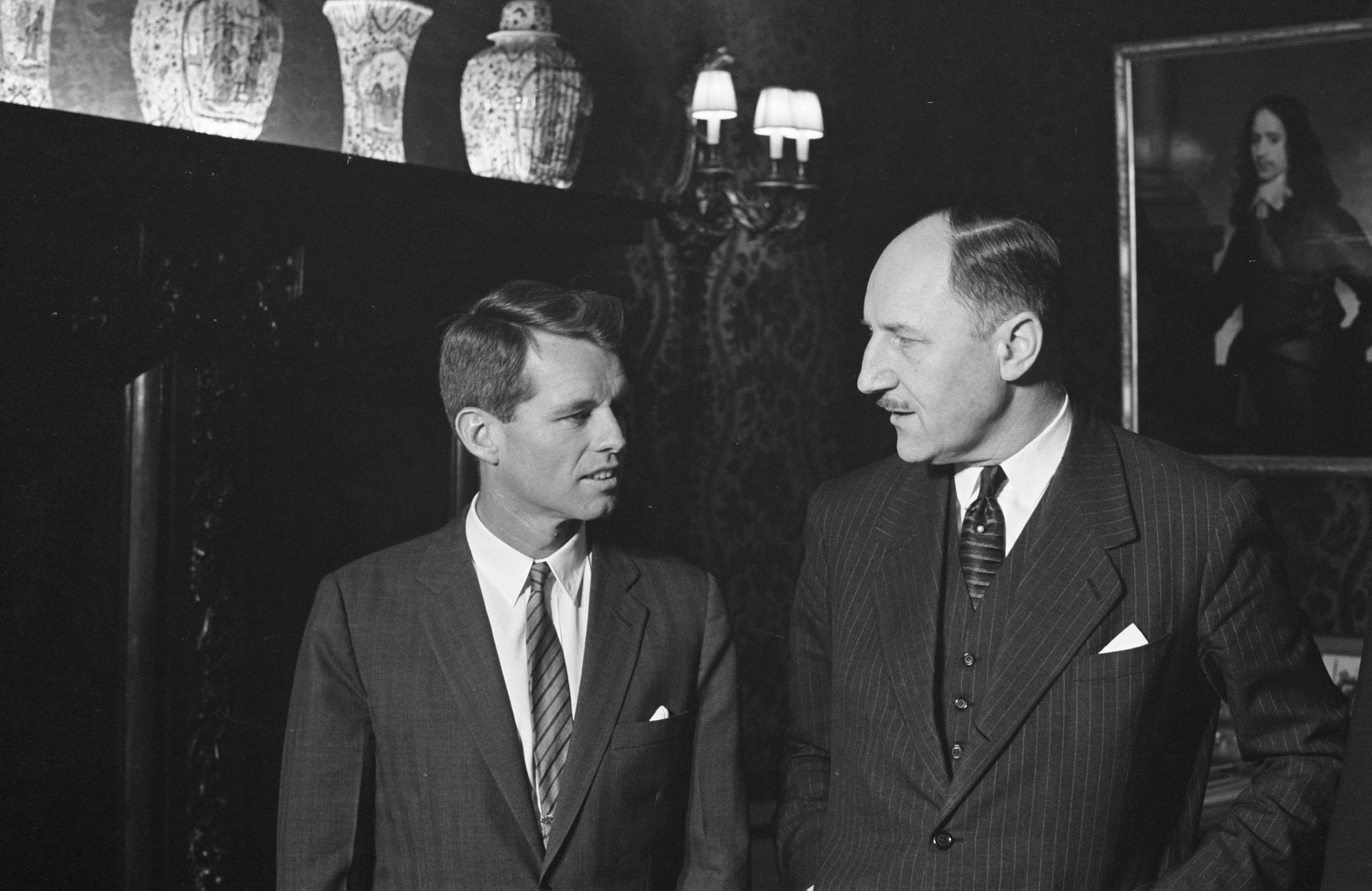
O procurador-geral dos Estados Unidos, Robert F. Kennedy, e o ministro das Relações Exteriores, Joseph Luns, durante uma reunião no Ministério de Assuntos Gerais em 26 de fevereiro de 1962

Em 1949, Luns foi nomeado representante permanente adjunto da Holanda nas Nações Unidas. Ele trabalhou em estreita colaboração com seu novo chefe, Von Balluseck, um nomeado político sem experiência diplomática. Depois que a Holanda se tornou membro do Conselho de Segurança, ele presidiu temporariamente a Comissão de Desarmamento. Luns era cético quanto à importância das Nações Unidas para a paz internacional, acreditando que às vezes elas eram mais um fórum de propaganda do que um centro para resolução de conflitos internacionais. Ainda assim, ele achava que valia a pena manter a ONU em forma porque era a única organização internacional que oferecia oportunidades de discussão entre todos os estados. 

### Ministro das Relações Exteriores (1952–1971)

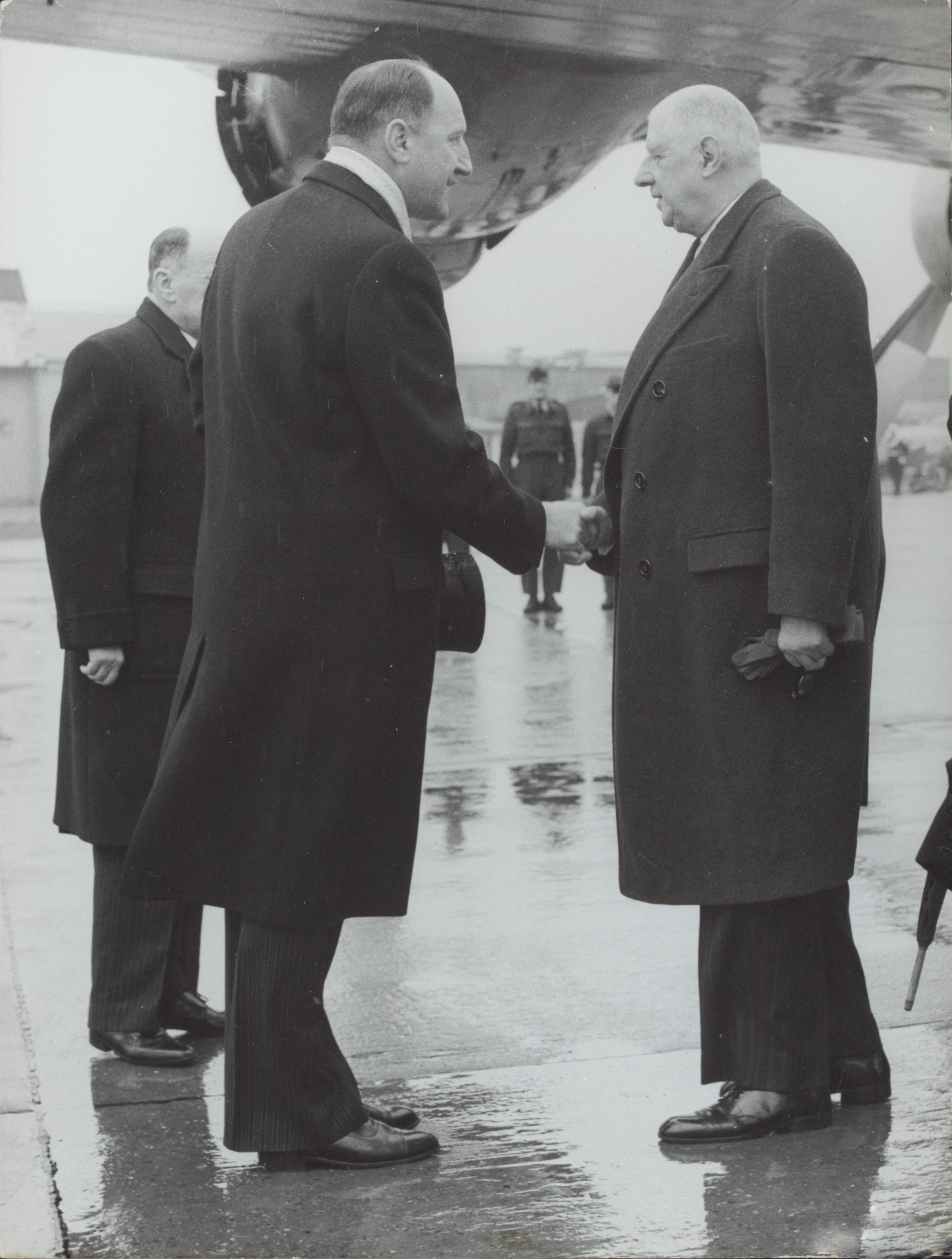
Ministro das Relações Exteriores Joseph Luns e Presidente da França Charles de Gaulle no Aeroporto Schiphol em 16 de março de 1963

Devido à tenacidade do Partido Popular Católico Holandês em ocupar o Ministério das Relações Exteriores após as eleições de 1952, Luns entrou na política holandesa como o favorito de seu líder político Carl Romme. Seu co-ministro era Johan Beyen, um banqueiro internacional não filiado a nenhum partido político, mas protegido da Rainha Juliana . Os dois ministros tinham estilos de atuação completamente diferentes e entraram em conflito repetidamente em relação a políticas, mesmo antes do final de 1952. No entanto, eles se acomodaram e evitaram conflitos futuros por meio de uma divisão de trabalho muito rigorosa. Luns era responsável pelas relações bilaterais, Benelux e organizações internacionais. Após as eleições de 1956, Beyen deixou o cargo e Luns permaneceu como Ministro das Relações Exteriores até 1971, em governos de centro-esquerda e centro-direita. As relações bilaterais com a Indonésia e a República Federal da Alemanha, a política de segurança e a integração europeia foram as questões mais importantes durante seu mandato. A cooperação atlântica foi um aspecto fundamental da política externa de Luns e da política externa holandesa em geral. Luns acreditava que a Europa Ocidental não sobreviveria à Guerra Fria sem a segurança nuclear americana e, por isso, promoveu uma cooperação política e militar forte e intensificada na OTAN. Luns aceitou a liderança americana da OTAN como tal, mas esperava uma melhor cooperação entre os Estados Unidos e os seus aliados, uma vez que pensava que os Estados Unidos agiam com demasiada frequência de forma independente dos seus aliados, particularmente em questões de descolonização.  Luns também podia criticar a política externa dos EUA e, nas relações bilaterais, ele defendia fortemente os interesses nacionais holandeses e esperava o apoio americano nas dificuldades bilaterais com a Indonésia.

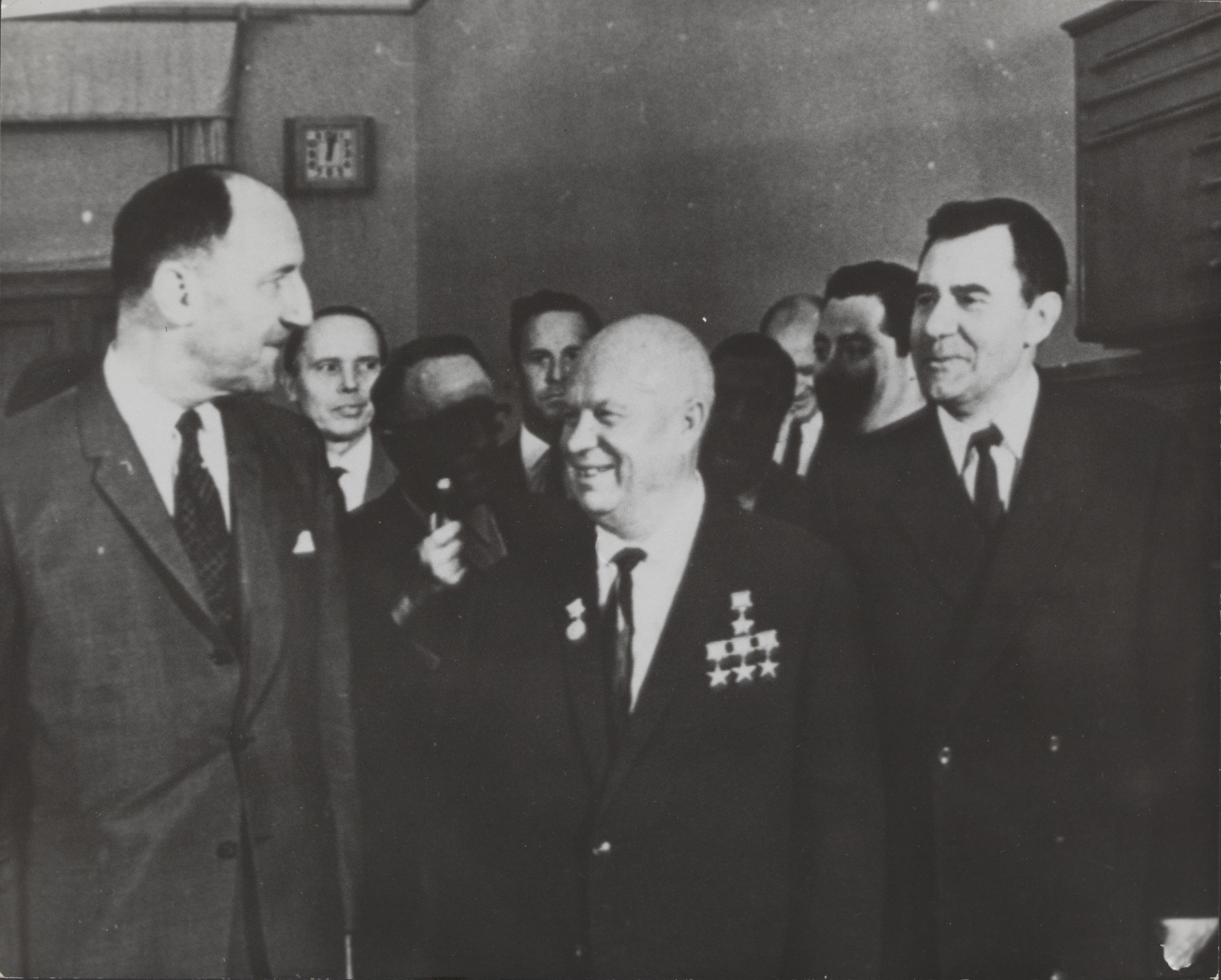
Ministro das Relações Exteriores Joseph Luns, Primeiro Secretário do Partido Comunista da União Soviética Nikita Khrushchev e Ministro das Relações Exteriores da União Soviética Andrei Gromyko durante uma reunião no Senado do Kremlin em 8 de julho de 1964

Em 1952, Luns esperava melhorar as relações com a Indonésia sem transferir a área disputada da Nova Guiné Ocidental para a antiga colônia. Em 1956, no entanto, essa política se mostrou ineficaz, mas Luns e o governo holandês ainda estavam determinados a não transferir a Nova Guiné Ocidental para a República da Indonésia. Quando, em 1960, ficou óbvio que o apoio aliado a essa política, particularmente dos Estados Unidos, estava diminuindo, Luns tentou encontrar uma solução intermediária transferindo a administração do território para as Nações Unidas, mas essa tentativa de manter a Nova Guiné Ocidental fora das mãos da Indonésia também falhou. Após negociações difíceis, a área foi finalmente transferida para a República da Indonésia em 1963, após uma curta administração interina da ONU. Apesar de sua raiva pessoal por esse resultado, que foi considerado uma derrota pessoal por Luns, o ministro das Relações Exteriores ainda trabalhou para restaurar as relações com a Indonésia após o problema da Nova Guiné Ocidental. 

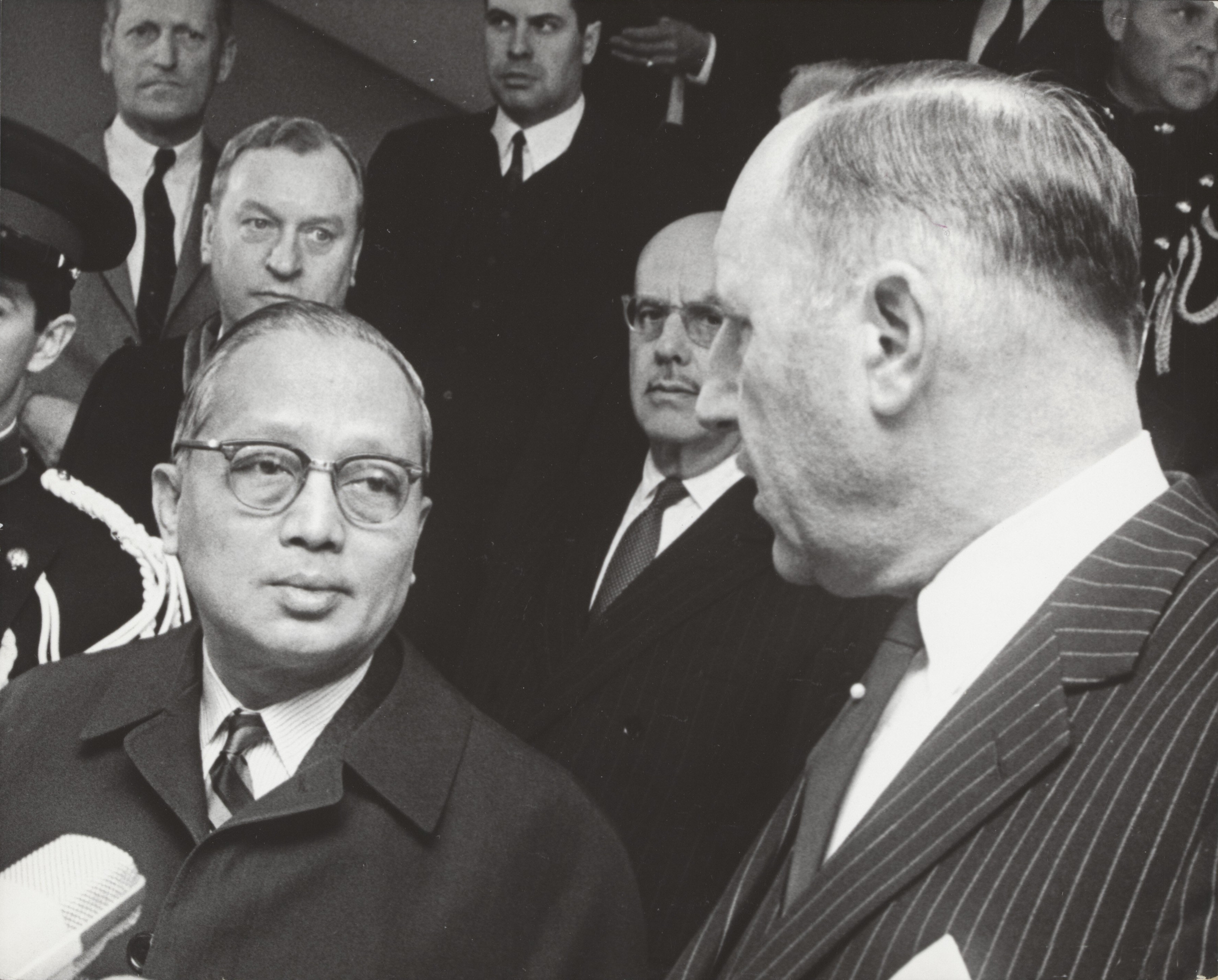
Secretário-Geral das Nações Unidas U Thant e Ministro das Relações Exteriores Joseph Luns durante uma conferência de imprensa no Aeroporto Schiphol em 7 de abril de 1968

Luns teve mais sucesso na normalização das relações bilaterais com a Alemanha Ocidental. Luns compartilhava da opinião pública holandesa ao exigir que a Alemanha reconhecesse os danos que havia causado durante a Segunda Guerra Mundial, sendo necessário um mea culpa . Ele exigiu que, antes que quaisquer negociações sobre outras disputas bilaterais pudessem começar, o valor dos danos a serem pagos às vítimas de guerra holandesas tivesse que ser acordado. Durante as etapas finais das negociações sobre disputas bilaterais entre os dois países, Luns decidiu chegar a um acordo com seu colega alemão por conta própria. Ele fez concessões e então o parlamento holandês ameaçou não ratificar o acordo. Com o total apoio do governo, no entanto, Luns conseguiu superar a crise. 

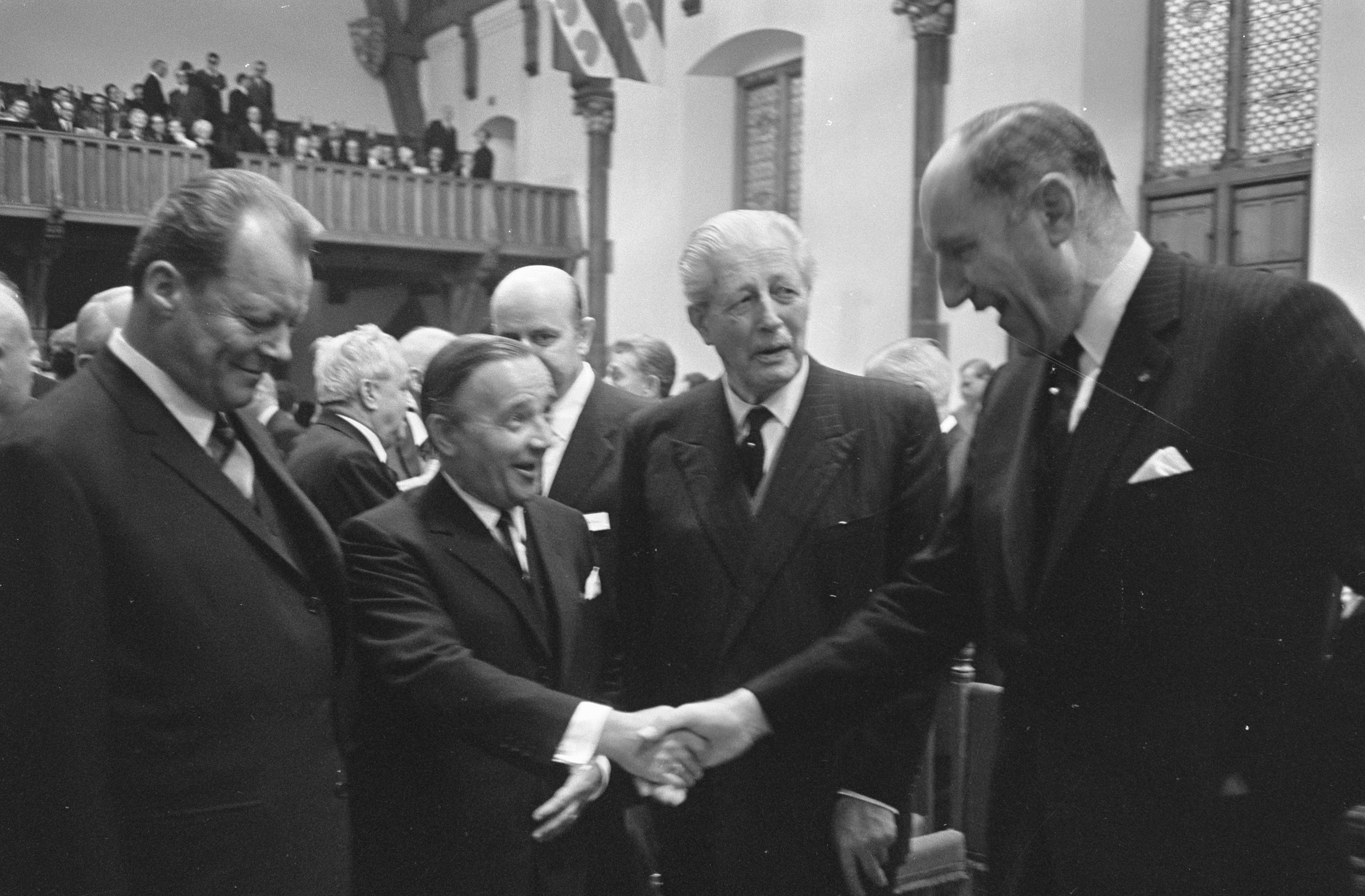
Ministro das Relações Exteriores da Alemanha Ocidental Willy Brandt, Primeiro-Ministro Piet de Jong, ex- Primeiro-Ministro do Reino Unido Harold Macmillan e Ministro das Relações Exteriores Joseph Luns em uma Comunidade Econômica Europeia no Ridderzaal em 8 de novembro de 1968

A integração europeia estava permanentemente na agenda política de Luns. Beyen introduziu o conceito da Comunidade Econômica Europeia. Em março de 1957, Luns assinou os Tratados de Roma que instituíram a CEE e a Euratom. Embora preferisse a integração de um grupo mais amplo de estados europeus, ele aceitou o tratado e defendeu a estrutura supranacional na qual ele se baseava. Os esforços do presidente francês Charles de Gaulle para subordinar as instituições dos Seis a uma estrutura política intergovernamental poderiam contar com forte oposição de Luns: tais planos, em sua opinião, serviriam apenas às ambições francesas de uma Europa independente dos Estados Unidos. 
Inicialmente, Luns ficou sozinho e temeu que a cooperação franco-alemã resultasse em políticas antiatlânticas e antiamericanas que prejudicariam os interesses do Ocidente. Ele tornou a adesão britânica às instituições europeias uma condição para sua cooperação política. Gradualmente, suas opiniões sobre as políticas externas gaullistas foram compartilhadas pelos outros membros da CEE e eles se juntaram a Luns em suas objeções. Duas decisões de De Gaulle fortaleceram a oposição: sua negação da adesão do Reino Unido à CEE em janeiro de 1963 e a retirada da França da estrutura militar integrada da OTAN em 1966. Luns desempenhou um papel vital nas negociações que encerraram a participação francesa e deram continuidade à sua filiação política à Aliança. Naquela época, Luns já havia estabelecido internacionalmente sua reputação como um negociador capaz e confiável e era visto como um trunfo importante em Londres e Washington. Após a retirada de De Gaulle em 1968, a Cúpula da CEE em Haia, em dezembro de 1969, encerrou a longa crise do processo de integração da CEE, abriu caminho para a adesão britânica e concordou com novos espaços para cooperação política, um mercado comum e união monetária. 

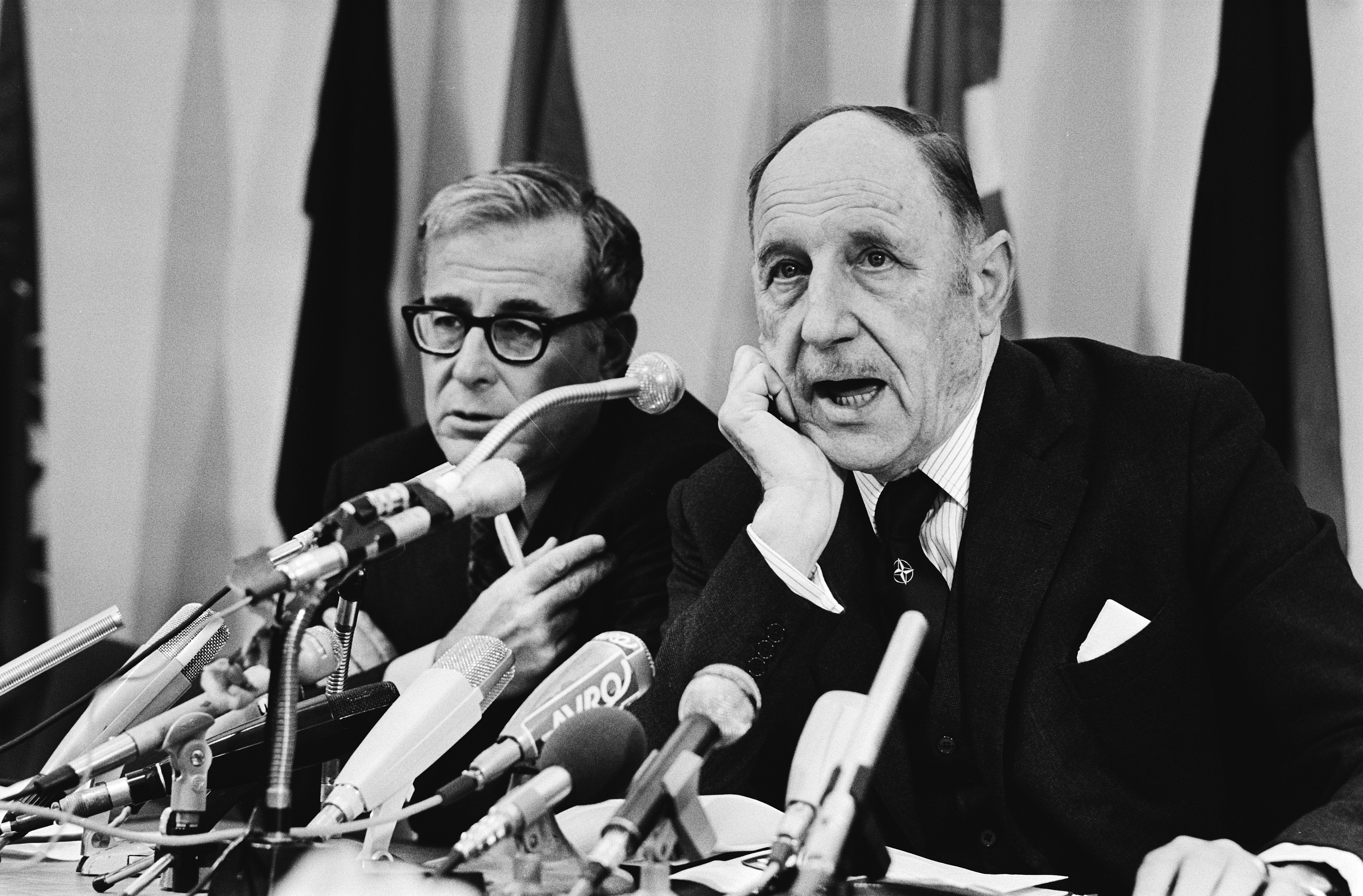
O Secretário de Defesa dos Estados Unidos, Harold Brown, e o Secretário-Geral da OTAN, Joseph Luns, em uma entrevista coletiva em Haia, em 14 de novembro de 1979

Ao longo de seus anos como ministro das Relações Exteriores holandês, Luns conquistou um status internacional incomum para um ministro das Relações Exteriores de um país pequeno. Ele devia isso ao seu estilo pessoal, no qual coação, alto nível de informação, leniência política e habilidades diplomáticas eram combinados com inteligência, conversa galante e o entendimento de que a diplomacia era um processo permanente de negociações no qual uma vitória nunca deveria ser celebrada de forma muito exuberante às custas do perdedor. 

### Secretário-Geral da OTAN (1971–1984)
Em 1971, Luns foi nomeado secretário-geral da OTAN . Na época de sua nomeação, os protestos públicos contra as políticas americanas no Vietnã eram veementes em toda a Europa Ocidental e, entre os políticos europeus, a credibilidade da proteção nuclear americana estava em dúvida. Embora inicialmente houvesse dúvidas sobre suas habilidades para o trabalho, ele logo provou que era capaz de administrar a aliança em tempos de crise. Ele se considerava o porta-voz da aliança e tinha como objetivo equilibrar a segurança e os interesses políticos da aliança como um todo. 
Luns era a favor de negociar com a União Soviética e os membros do Pacto de Varsóvia a redução de armamentos se a defesa ocidental fosse mantida em forma durante tais negociações. Os membros europeus da OTAN, de acordo com Luns, deveriam entender que os Estados Unidos tinham responsabilidades internacionais, enquanto estes últimos deveriam entender que uma consulta aprofundada com os governos europeus era condicional à formação de uma frente unida no cenário internacional, que poderia ser aceita e endossada por todos os membros da OTAN. 
As negociações entre os EUA e a União Soviética sobre reduções mútuas de tropas e o arsenal nuclear estratégico causaram severas tensões. Luns convenceu os líderes americanos de que isso minaria a credibilidade de sua estratégia nuclear na Europa Ocidental ao negligenciar os temores europeus de uma mudança de estratégia que deixaria a Europa desprotegida no caso de um ataque nuclear soviético. A modernização das forças nucleares táticas pela introdução da bomba de nêutrons e dos mísseis de cruzeiro causou profundas divisões. No final, Luns conseguiu manter a NATO unida na chamada Decisão de Dupla Via de Dezembro de 1979.  A implantação desses novos sistemas de armas foi associada ao sucesso nas negociações de redução de armas entre Estados Unidos e União Soviética. 
Também era dever do secretário-geral mediar em caso de conflitos dentro da aliança. Ele obteve sucesso no conflito entre a Grã-Bretanha e a Islândia, a chamada Segunda Guerra do Bacalhau, não pressionando o governo islandês a pôr fim ao seu comportamento agressivo contra os barcos de pesca britânicos, mas convencendo o governo britânico de que precisava dar o primeiro passo, chamando de volta seus contratorpedeiros para abrir caminho para negociações. Luns falhou, no entanto, no conflito entre a Grécia e a Turquia sobre as fronteiras territoriais e Chipre. A falta de cooperação de ambos os lados fez com que Luns não conseguisse mediar ou aconselhar sobre procedimentos para encontrar uma saída. 
Entre 1964 e 1984, ele participou de todas as conferências anuais do Grupo de Bilderberg. 

### Vida posterior
Luns se aposentou como secretário-geral em 1984, permanecendo no cargo por quase 13 anos, mais do que qualquer outra pessoa. Devido às mudanças que as décadas de 1960 e 1970 trouxeram à sociedade e à cultura holandesas, o fortemente conservador Luns decidiu não retornar ao seu país de origem, mas se estabeleceu em Bruxelas para passar os anos restantes aposentado.  Luns morreu aos 90 anos.

## Honrarias e prêmios
Luns recebeu muitos prêmios de alto escalão durante sua vida, entre eles a Grã-Cruz da Legião de Honra em 1954, Membro da Ordem dos Companheiros de Honra pela Rainha Elizabeth II em 1971 e a Medalha Presidencial da Liberdade pelo então presidente Ronald Reagan em 1984.  Em seu país natal, ele foi condecorado com a Grã-Cruz da Ordem do Leão dos Países Baixos, a mais alta condecoração civil dos Países Baixos, em 1953. Em 1986, foi-lhe atribuído o Prêmio Internacional Atatürk da Paz. 

## Vida pessoal
Luns se casou com a Baronesa Lia van Heemstra, que era sobrinha da Baronesa Ella van Heemstra, mãe da atriz Audrey Hepburn. Os Lunses tiveram dois filhos: um menino e uma menina. 
Ele permaneceu católico praticante durante toda a sua vida e, em geral, simpatizava com a posição católica tradicionalista, mas nunca se filiou a grupos dissidentes. Luns visitou a missa tridentina realizada pelo padre assuncionista Winand Kotte, que se opôs às políticas modernizadoras do Concílio Vaticano II, na Igreja de St. Willibrord, em Utrecht, em agosto de 1971. Isto parece ter sido um mal-entendido por parte de Luns, uma vez que ele nunca tinha ouvido falar do movimento anti-Conselho de Kotte e não desejava ser filiado a ele. 
Um ávido colecionador de selos, seu material de leitura favorito incluía literatura clássica, livros de história (Luns era um especialista na história da era napoleônica) e romances policiais. Por causa de seus interesses em marinhas internacionais, a última edição de Jane's Fighting Ships estava sempre ao seu alcance em seu escritório. 

## Condecorações
| Honras  | Honras                                                       | Honras             | Honras                  | Honras                                          |
| Barreta | Condecoração                                                 | País               | Data                    | Nota                                            |
| ------- | ------------------------------------------------------------ | ------------------ | ----------------------- | ----------------------------------------------- |
|         | Grã-Cruz da Ordem da Rosa                                    | Brasil             | 10 de janeiro de 1953   |                                                 |
|         | Grã-Cruz da Ordem de Santo Olavo                             | Noruega            | 25 de abril de 1953     |                                                 |
|         | Cavaleiro Grã-Cruz da Ordem do Mérito da República Italiana  | Itália             | 15 de setembro de 1953  |                                                 |
|         | Grã-Cruz da Ordem de Leopoldo                                | Bélgica            | 10 de janeiro de 1954   |                                                 |
|         | Grã-Cruz da Ordem de Jorge I                                 | Reino da Grécia    | 14 de fevereiro de 1954 |                                                 |
|         | Cavaleiro Grã-Cruz da Ordem de Menelique II                  | Império Etíope     | 1 de julho de 1954      |                                                 |
|         | Grã-Cruz da Ordem Nacional da Legião de Honra                | França             | 12 de agosto de 1954    |                                                 |
|         | Grã-Cruz da Ordem da Coroa de Carvalho                       | Luxemburgo         | 30 de maio de 1955      |                                                 |
|         | Cavaleiro Grã-Cruz da Ordem do Elefante Branco               | Tailândia          | 5 de setembro de 1955   |                                                 |
|         | Comandante Grã-Cruz da Ordem da Estrela Polar                | Suécia             | 30 de setembro de 1955  |                                                 |
|         | Grã-Cruz da Ordem do Mérito da República Federal da Alemanha | Alemanha Ocidental | 10 de dezembro de 1956  |                                                 |
|         | Cavaleiro Grã-Cruz da Ordem de Orange-Nassau                 | Países Baixos      | 5 de dezembro de 1966   | Elevado de Grande Oficial (29 de abril de 1959) |
|         | Membro Honorário da Ordem dos Companheiros de Honra          | Reino Unido        | 14 de junho de 1971     |                                                 |
|         | Cavaleiro Grã-Cruz da Ordem do Leão Neerlandês               | Países Baixos      | 17 de julho de 1971     | Elevado de Comandante (18 de outubro de 1956)   |
|         | Medalha Presidencial da Liberdade                            | Estados Unidos     | 10 de junho de 1984     |                                                 |